# Megaplasmid
Megaplasmide sind große bakterielle Replikons, die anders als Plasmide, genau wie die chromosomale DNA einen Replikationsursprung enthalten. Damit bilden sie neben dem linearen Chromosom, dem kreisförmigen Chromosom und dem normalen Plasmid die vierte Form, in der Gene in Prokaryoten vorliegen können.
Manche Megaplasmide enthalten anscheinend Gene, die essentiell für das Überleben der Zelle sind. Daher ist schwer zu entscheiden, ob ein Megaplasmid zu den Chromosomen oder Plasmiden gezählt werden sollte.